# 동형삼량체

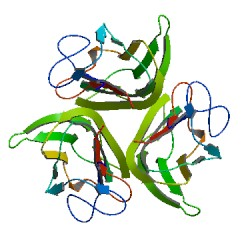
TNF-α 돌연변이체의 삼량체 형태

동형삼량체(同型三量體, 영어: homotrimer)는 3개의 동일한 폴리펩타이드 단위로 구성된 단백질이다. 동종삼량체(同種三量體)라고도 한다.

## 예
- 헤마글루티닌 (인플루엔자)
- 스파이크 단백질 (코로나바이러스)

## 같이 보기
- 단백질 삼량체